# Martin Hansson (fotbollsdomare)

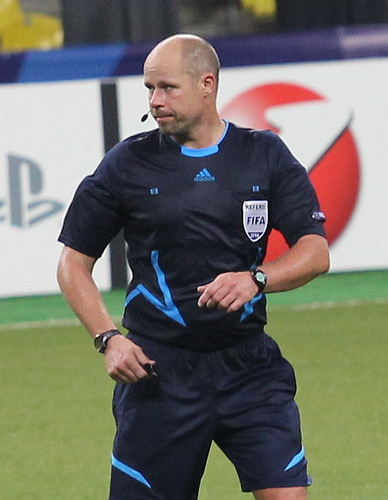
Martin Hansson 2010

Martin Hansson, född 6 april 1971 i Holmsjö, Blekinge, är en svensk före detta fotbollsdomare. Från 1990-talet och till och med januari 2009 hade han dömt 158 allsvenska matcher 62 matcher i Superettan och 74 internationella matcher. Han har dömt flera Champions League-matcher och var även huvuddomare vid finalen i Fifa Confederations Cup 2009 mellan USA och Brasilien.
Hansson blev mycket uppmärksammad efter ett omstritt domslut i den avgörande VM-kvalmatchen mellan Irland och Frankrike inför VM 2010. I förlängningen tog fransmannen Thierry Henry avsiktligt bollen med handen vid Frankrikes avgörande 1-1-mål, något som Hansson inte såg. Hansson fick stora protester men efter stor medial uppmärksamhet gick FIFA senare ut och försvarade Hanssons agerande eftersom det inte fanns någon position som hade föranlett ett korrekt domslut, förutom att stå bakom målet. Därför bestämde även FIFA i samråd med UEFA att testa systemet med straffområdesdomare, d.v.s. sex domare på planen inklusive fjärdedomaren. Hansson har också fått mycket uppmärksamhet efter åttondelsfinalen i Champions League 2009/2010 mellan FC Porto och Arsenal FC.
Hansson var uttagen i ett av domarteamen till VM i Sydafrika 2010, men fick bara göra matcher som fjärdedomare, bland annat i matchen mellan Brasilien och Chile.
I samband med världsmästerskapet i fotboll 2010 visade Sveriges Television regissören Mattias Löws prisbelönta dokumentärfilm Rättskiparen om Hanssons dramatiska väg till VM i Sydafrika.